# Udvardi kálvária
Az Udvard határában található Kálvária a falu egyik legjelentősebb történelmi emléke és a szlovákiai magyarság fontos egyházi műemléke és zarándokhelye. A Zsitva-folyó közelében emelkedő Szent Márton-halmon (a falutól mintegy háromnegyed km-re nyugatra) már a 11. században kápolnát létesítettek, később királyi tulajdonban levő kúria és kolostor is létesült (romjai még a 19. században is megvoltak), mely 1554-ben pusztult el. Ennek helyén 1860-ban avatták fel a kálváriát Kesseleőkeői Majthényi Adolf udvardi plébános kezdeményezésére. A Kálvária keleti lábánál haladó kanális egykor a Zsitva főága volt, a folyót később elterelték, ma a dombtól mintegy 1 km-re nyugatra folyik.

## Története

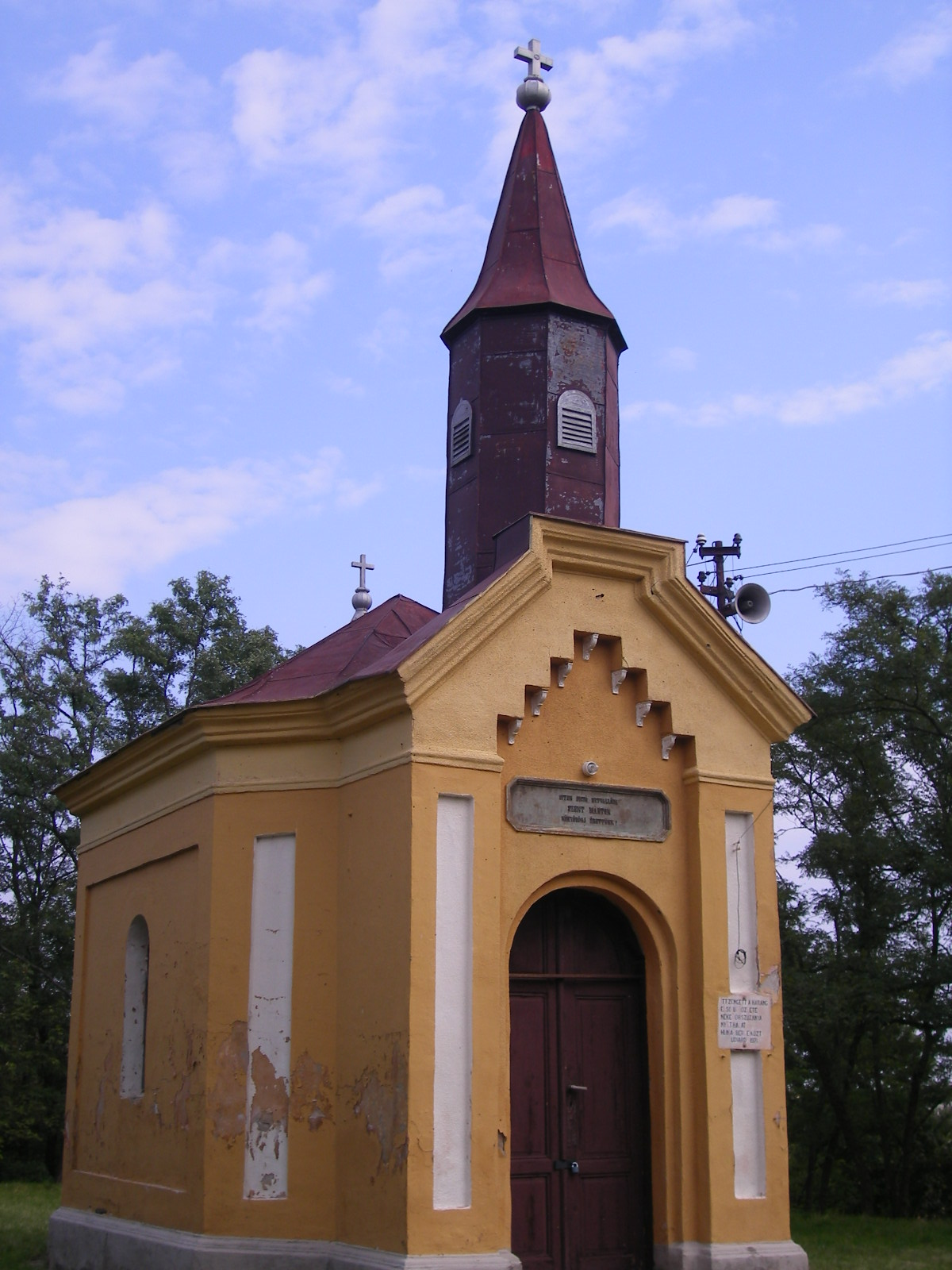
A Szent Márton kápolna

A Szent Márton-halom a hagyomány szerint 1309-ben egyházi tartományi zsinat helyszíne volt, melynek egyik határozata volt a hajnali, déli és esti harangszó elrendelése egybekötve az Angyali Üdvözlet imájának elmondásával. Az 1850-es években Udvard plébánosa, a Nyitra vármegyei Keselőkő faluból származó Majthényi Adolf volt (-1871), aki egyben a Habsburg-elnyomás elleni küzdelem harcosa és az 1848–49-es forradalom és szabadságharc tevékeny résztvevője volt. Majthényi  célul tűzte ki, hogy Szent Márton vértanú dombján, az egykori királyi kúria helyén nagyszabású keresztutat, központi keresztet és kápolnát építtessen. Eredetileg búcsújáró templom építését, valamint (a mára teljesen eltűnt) Szent György-dombon kegyhely létesítését is tervezte, de ezek a tervek anyagi okok miatt nem valósulhattak meg.
Miután Scitovszky János esztergomi érsek 1855 áprilisában áldását adta a tervre, majd május 3-án ötezer hívő jelenlétében felszentelték az ideiglenes keresztet; 1855. október 31-én megkezdődött a Kálvária építése. A terveket Dobák János és Weller Móric komáromi földmérnökök dolgozták ki. Mivel a domb eléggé alaktalan volt, földet kellett rá hordani, s bekötőutat is kellett építeni, mivel a terepet mocsaras, lapos terület övezte. Scitovszky érsek 1856. november 16-án megtekintette az épülő Kálváriát, s a teljes területet (13,81 hektárt) a Kálváriának adományozta. Az érseken kívül egyházi és világi méltóságok egész sora támogatta a Kálvária felépítését, többek között Haynald Lajos erdélyi püspök és csaknem valamennyi környező község plébánosai. Udvard lakosain kívül többek között Fűr, Kisbaromlak és Komáromszentpéter hívői is részt vettek a Kálvária építésén. A következő 5 év során kialakították a keresztút állomásait és mintegy 7000 facsemetét ültettek, így erdősítve az egész dombot. Az építkezésen naponta 50-60 munkás és 30-40 szekér dolgozott. A munkálatok során többek között vízlevezető csatornát is létesítettek a Kálvária körül.

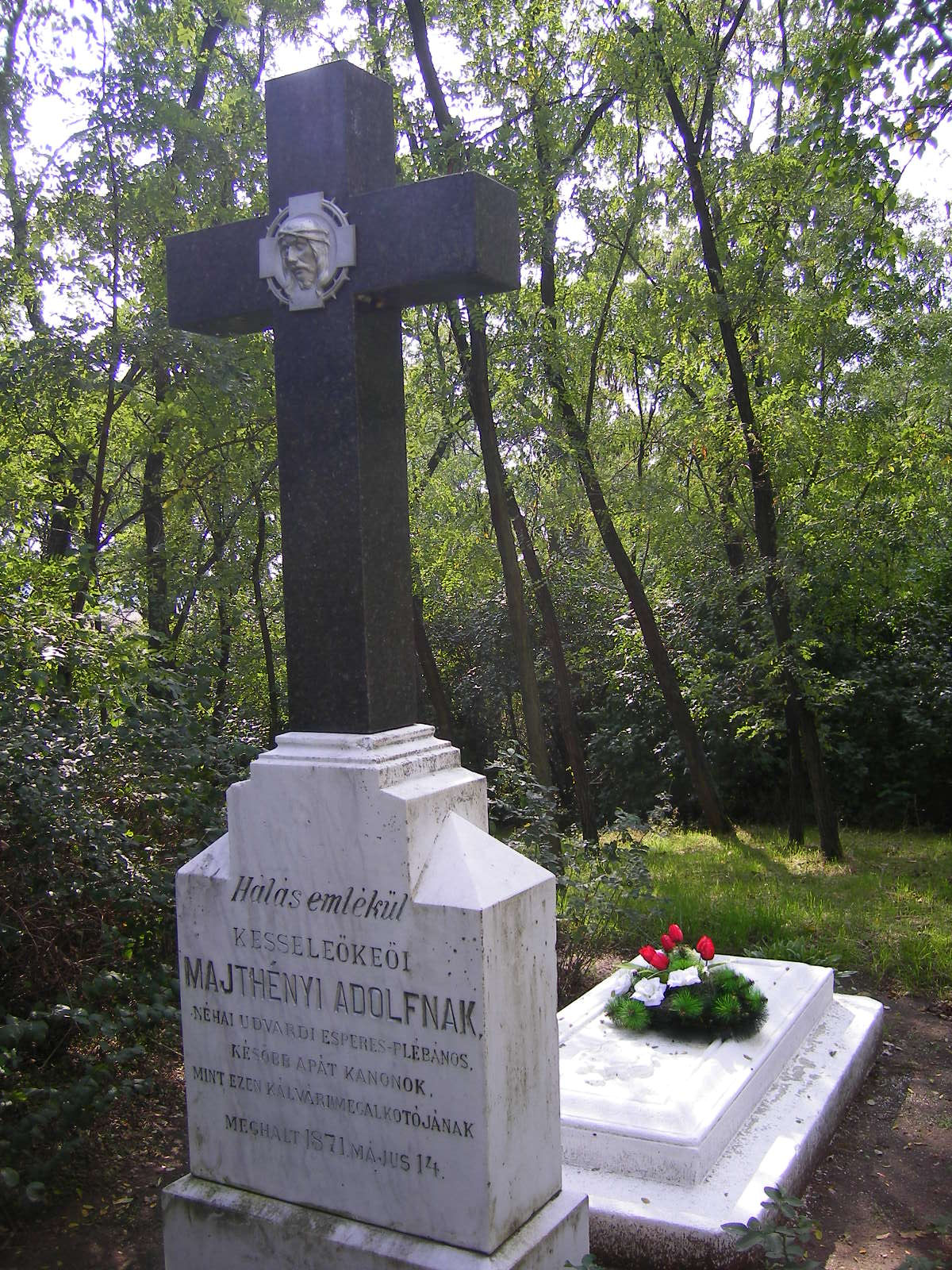
Majthényi Adolf síremléke a Kálvária-dombon

A Kálvária felszentelésére 1860. szeptember 16-án került sor. A vendégeket a község határán bandérium fogadta, élén az udvardi nemesekkel. A felszentelést Scitovszky János esztergomi érsek végezte. A templomban megtartott misén magyarul Majthényi Adolf, szlovákul pedig Lopusny Ferenc olvasta fel a IX. Piusz pápa által küldött búcsúlevelet és áldást. Az ünnepségen mintegy 30-40 ezer hívő vett részt.

## Leírása

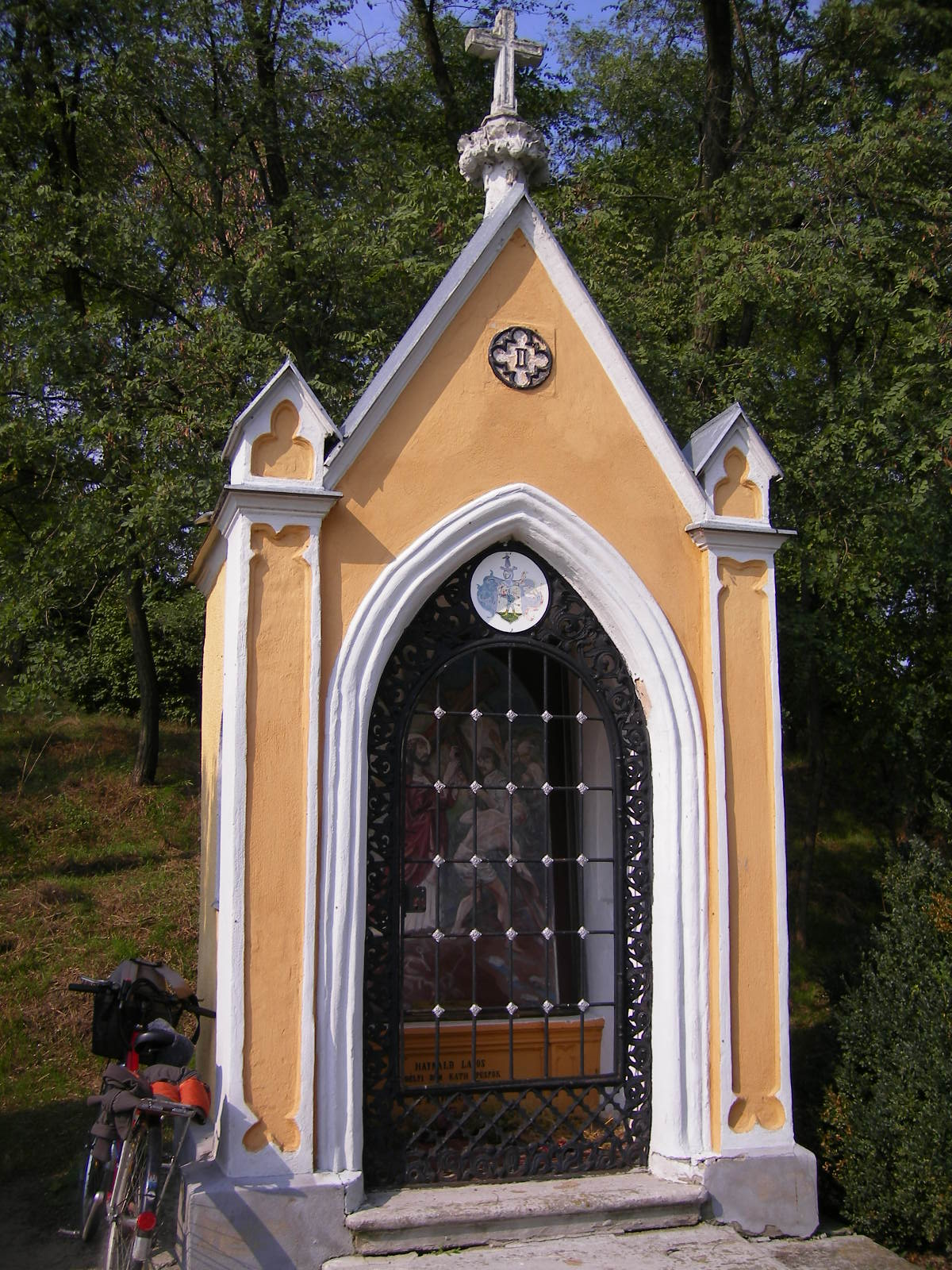
A keresztút állomásainak egyike

A Kálváriához mintegy 300 méter hosszú bekötőút vezet az Udvard és Érsekújvár közötti úttól. A bekötőút elejénél eredetileg kőhíd állt vasrácsos korláttal. A bekötőút felénél állították fel Nepomuki Szent János eredetileg 1794-ben emelt szobrát (felirata szerint: Megújítva áttétetett 1859.). A bekötőút a kerítéssel körülvett Kálvária kapujához vezet, ahol a Szüllő Géza társulás által 2003-ban emelt fakereszt áll.
A kapun belépve a domb tetejére vezető 5,7 méter széles, kőpárkánnyal szegélyezett lépcsősor lábához jutunk. A párkányra a Fájdalmas Szűz, Szent János, Mária Magdolna, Mária Kleofe és két angyal szobrát állították 224 cm magas vas lámpaoszlopokkal.
A Kálvária-dombra a lépcső mellett az egész dombot megkerülő keresztút vezet fel, melynek 14 állomása volt. A keresztút állomásai neogótikus stílusban épültek égetett téglából, a téglát az érsekújvári érseki uradalom téglagyárából szállították, amit a téglákon látható D.AE.U. (Dominium Archiepiscopale Ujvariense) betűk is igazolnak. A stációkon vas rácsajtó található, melynek felső részére az alapítók címere, illetve névjegye van festve. A stációk belső falán bádogtáblára festett keresztút látható (Szálé István pozsonyi festőművész alkotásai), tetejükön pedig kőből faragott rózsakereszt látható. A keresztutat eredetileg mindkét oldalról lombos fák szegélyezték, de azóta egy részüket kivágták.
A domb tetején áll a nagykereszt, a harangláb, valamint Majthényi Adolf síremléke. A negykeresztet 1859. november 6-án szentelte fel Scitovszky érsek aranymiséje alkalmával, talapzatán az érsek címere látható. A kereszt mögött a domboldalban áll Szűz Mária kőszobra, melyet 1844-ben emeltetett Nemes Borbély István. A nagykereszt mellett álló harangláb (melynek három harangját 1860-ban öntötték) Udvard jelképévé vált, a község címerében is szerepel. Az 1871-ben elhunyt Majthényi Adolfot végakaratának megfelelően 1871-ben a harangláb mellett helyezték örök nyugalomra.
A domb keleti előterében egy teraszt alakítottak ki, ahová kőlépcső vezet a domb tetejéről. Itt áll az 1860-ban bizánci stílusban épült Szent Márton-kápolna. A kápolna oltárképét a pesti Molnár József festette, a fából faragott oltárt és a padokat Staudinger pozsonyi műasztalos mester készítette.
A Kálvária északnyugati lábánál, kis akácosban, sík területen áll Szent Anna kőszobra, melyet Pongrácz Adolf udvardi káplán emeltetett és 1860. július 29-én szentelték fel.

## Képtár

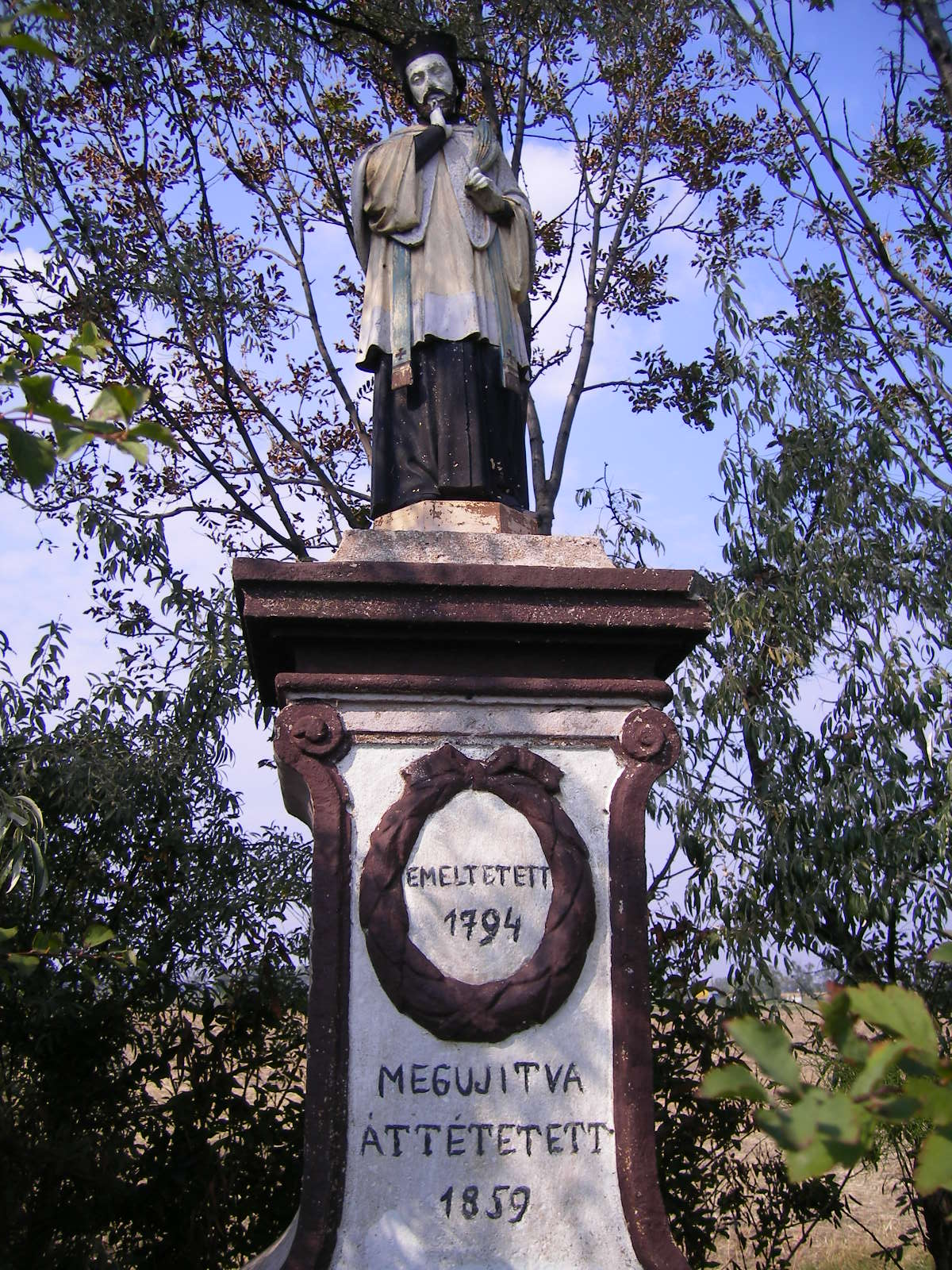
Nepomuki Szent János szobra
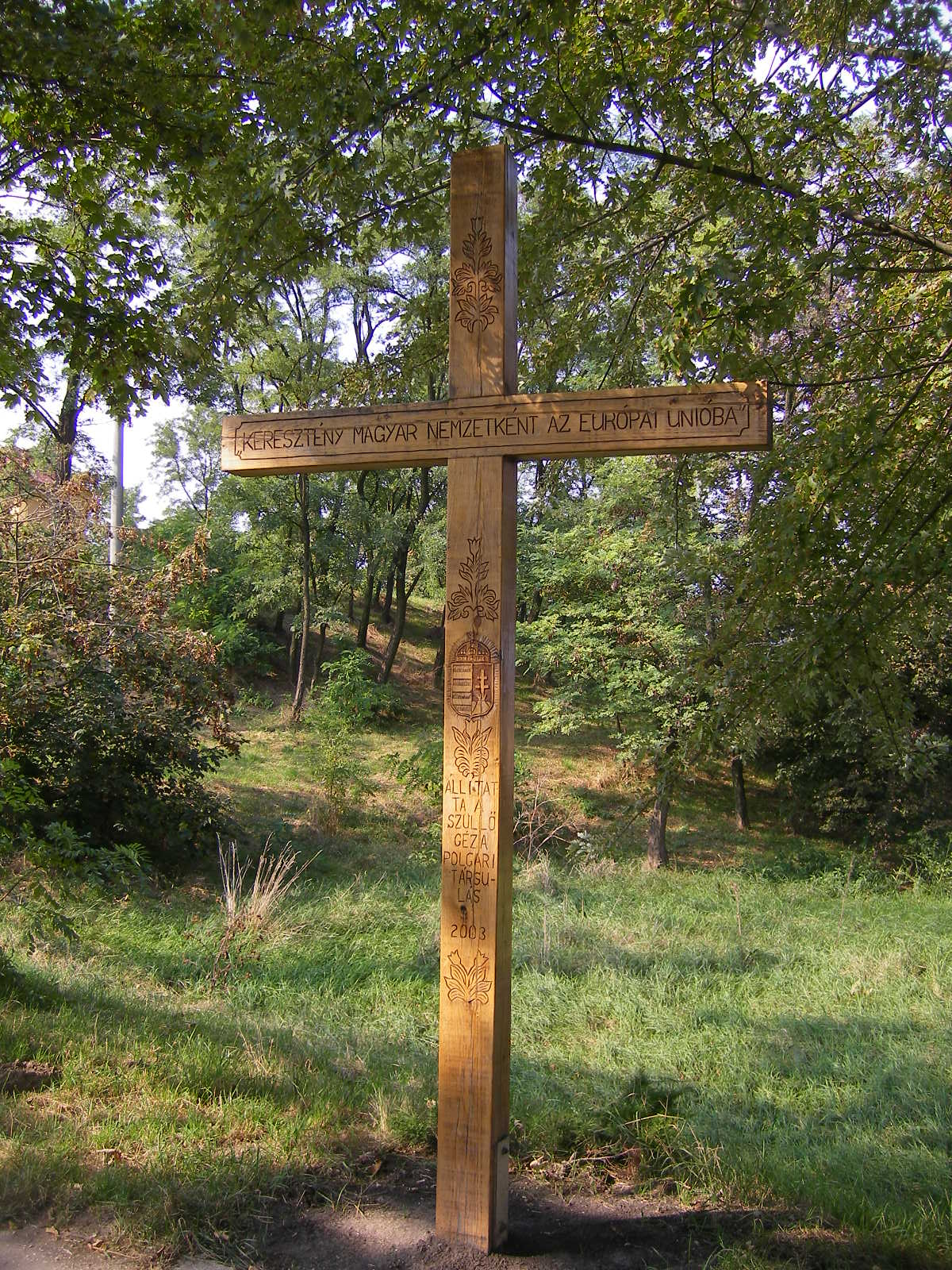
Fakereszt a Kálvária kapujánál
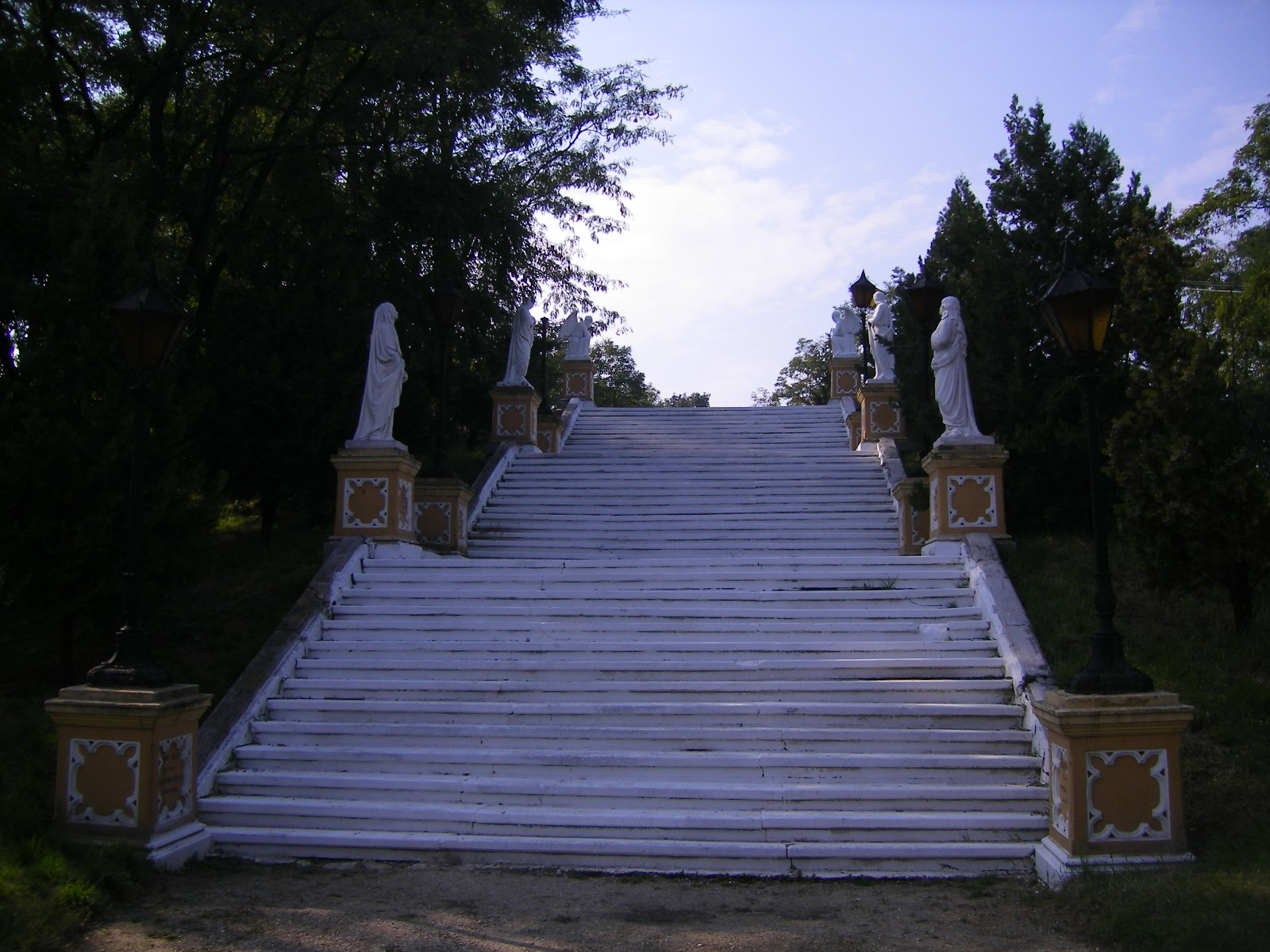
A dombra vezető lépcsősor
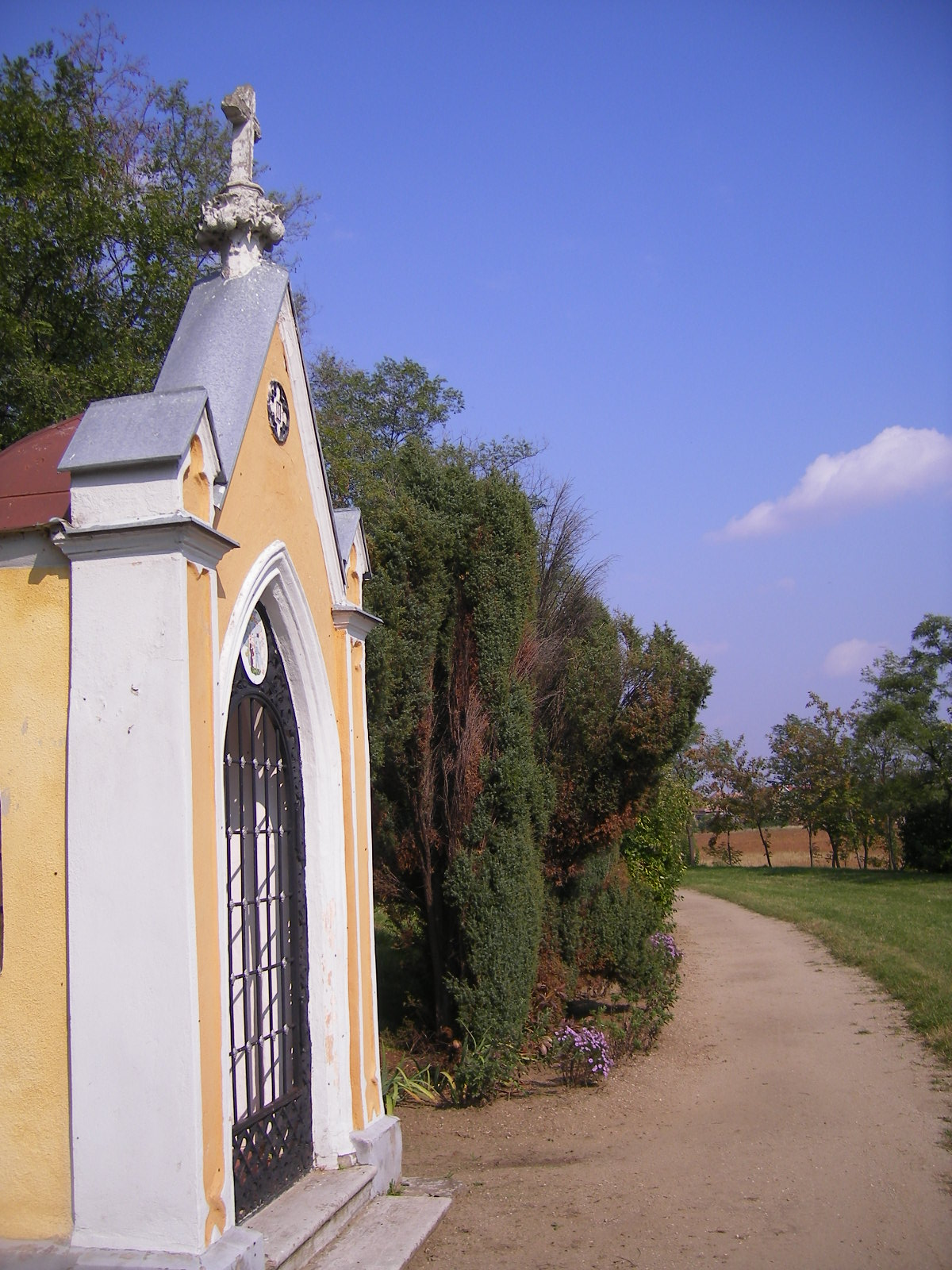
Keresztút
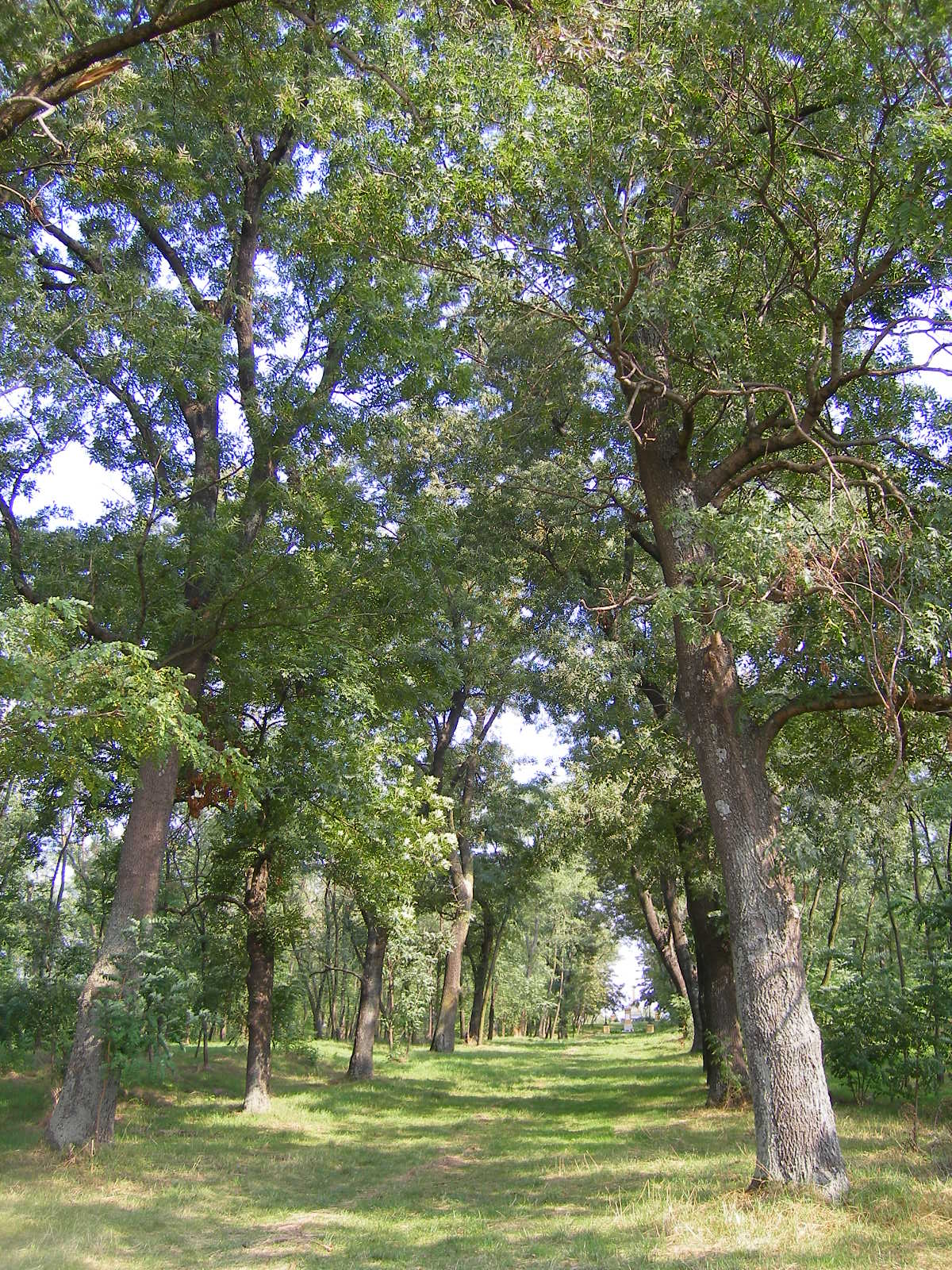
A Kálvária-domb lábánál
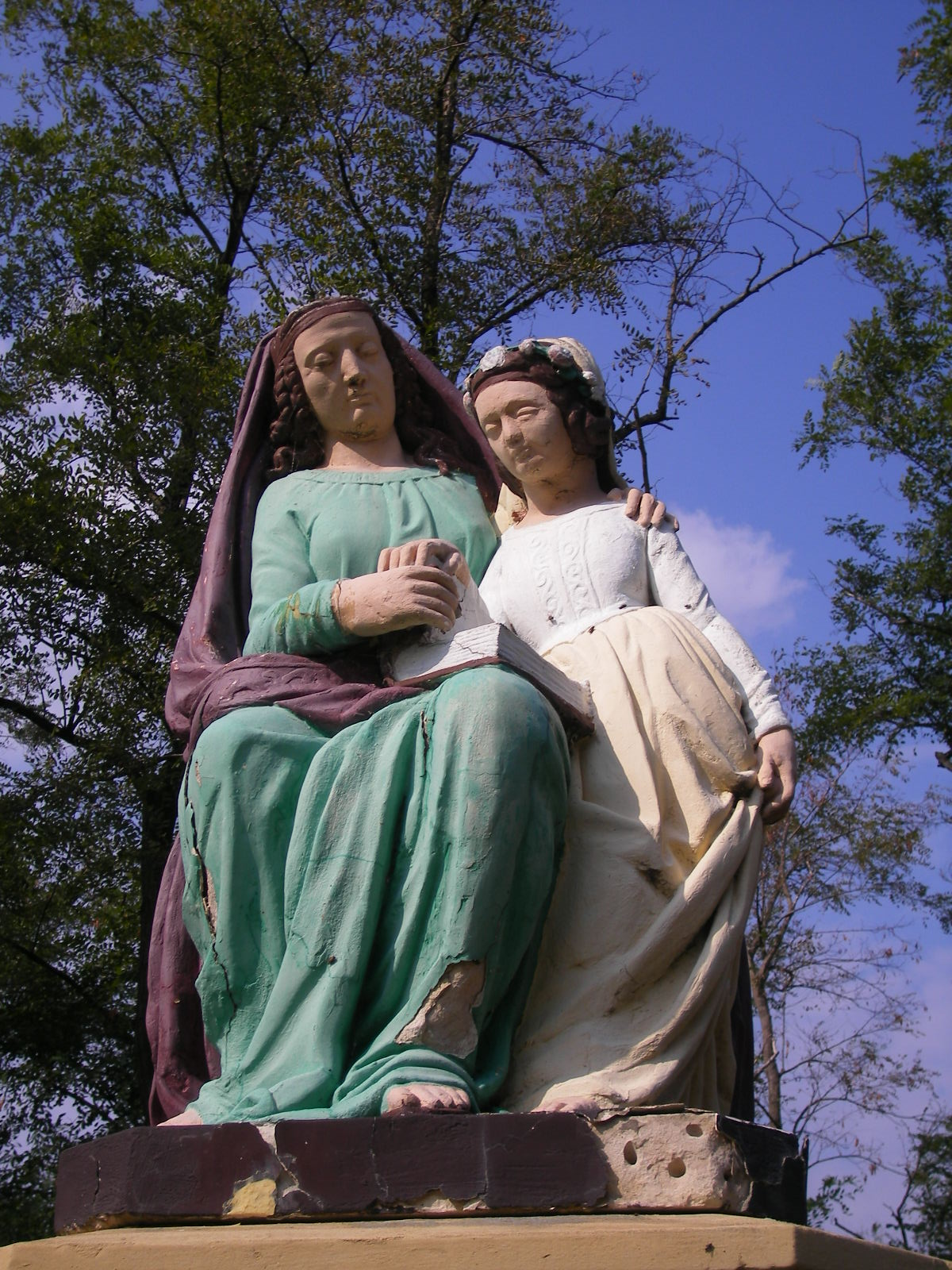
Szent Anna szobra
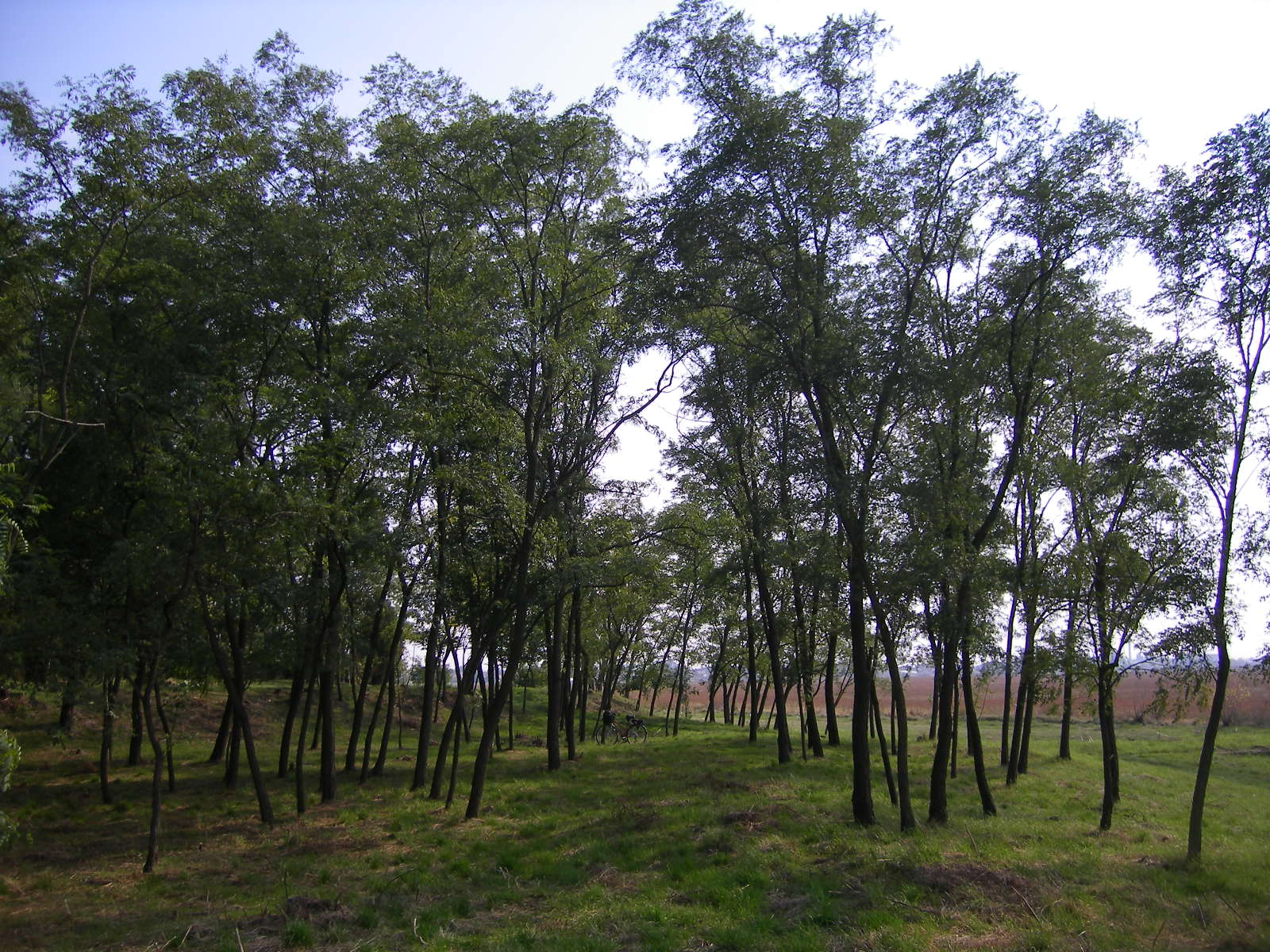
Akácos a Kálvária-domb lábánál
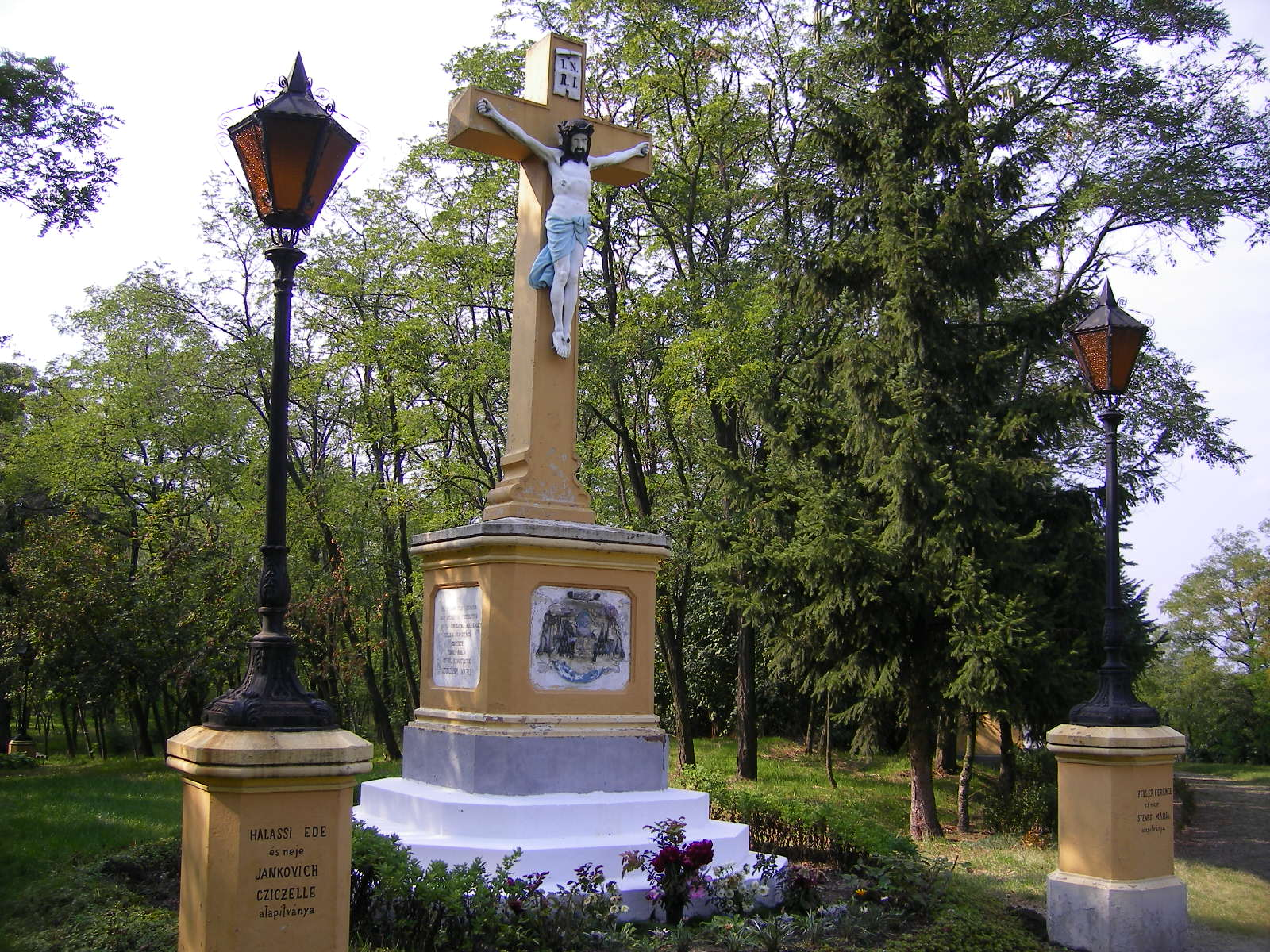
A nagykereszt
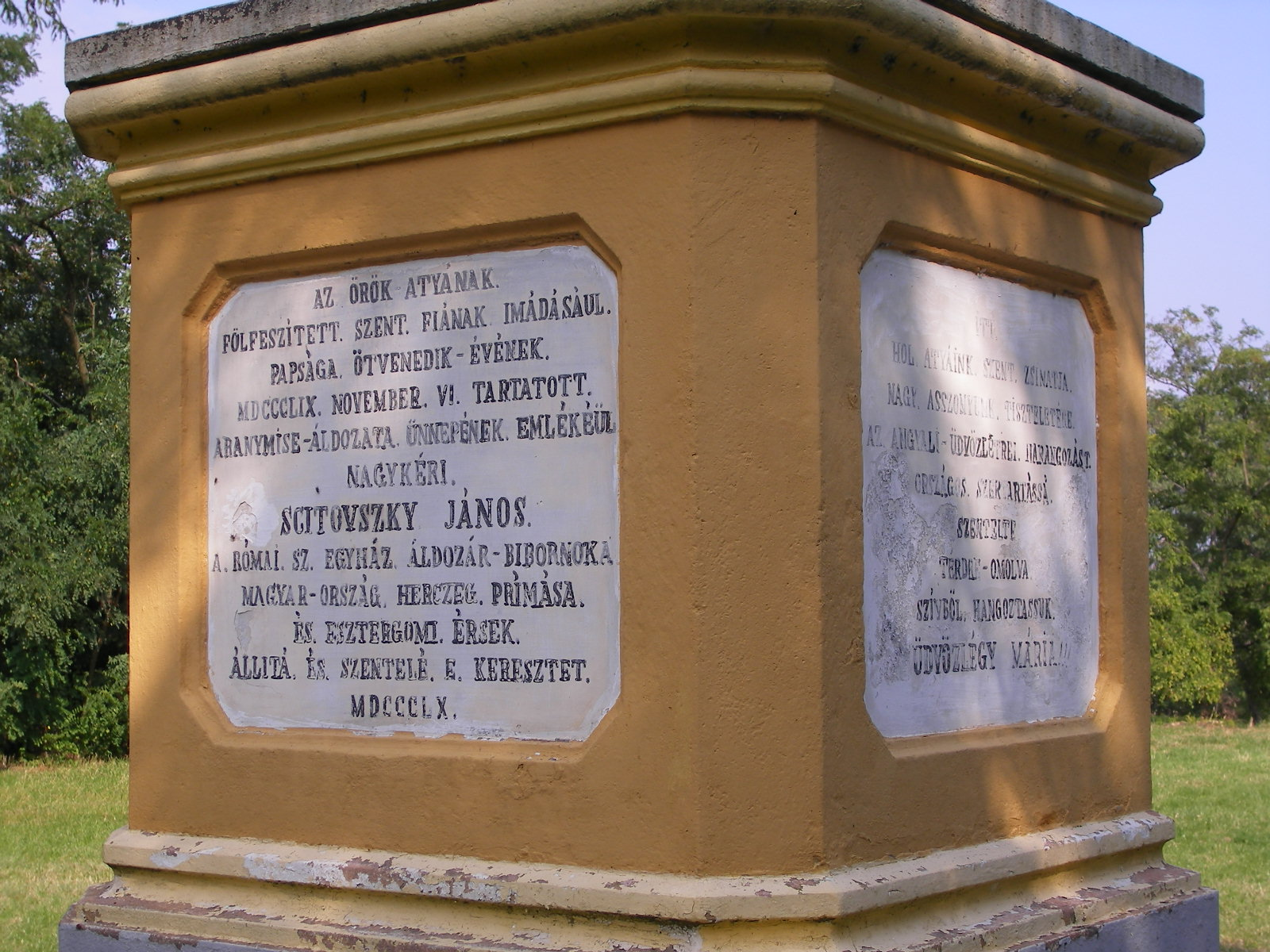
A nagykereszt talapzata
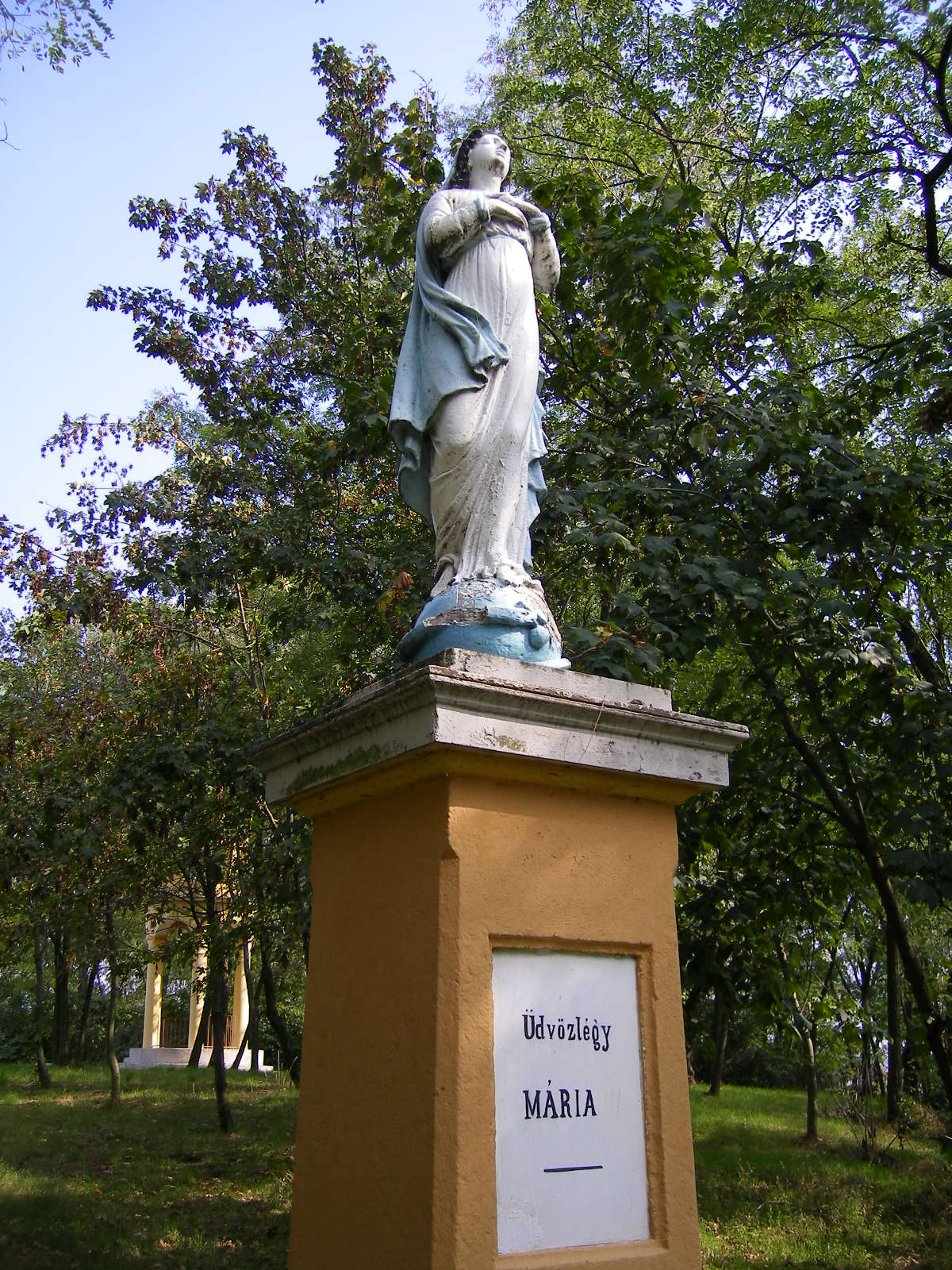
Szűz Mária szobra
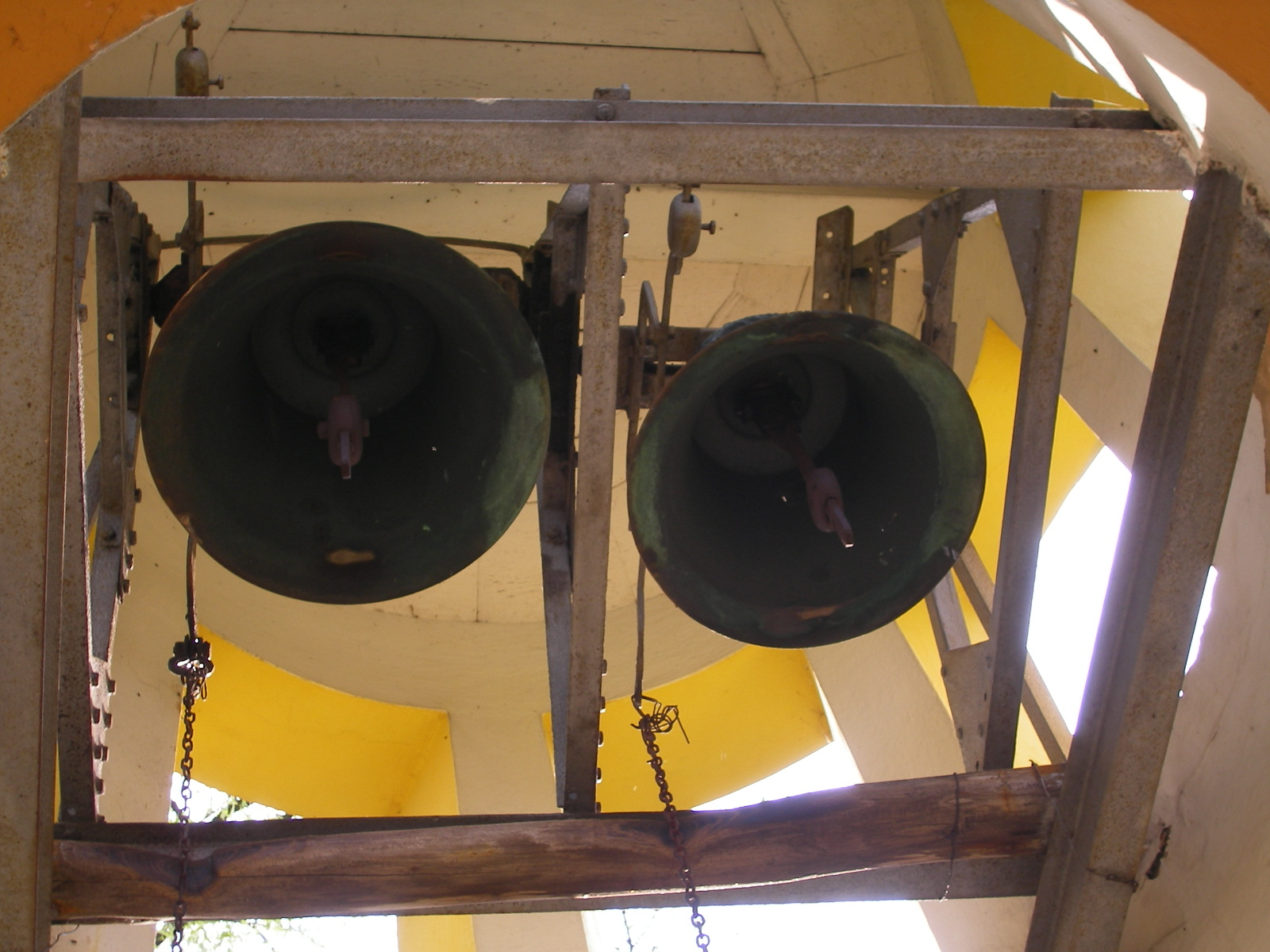
A harangláb harangjai
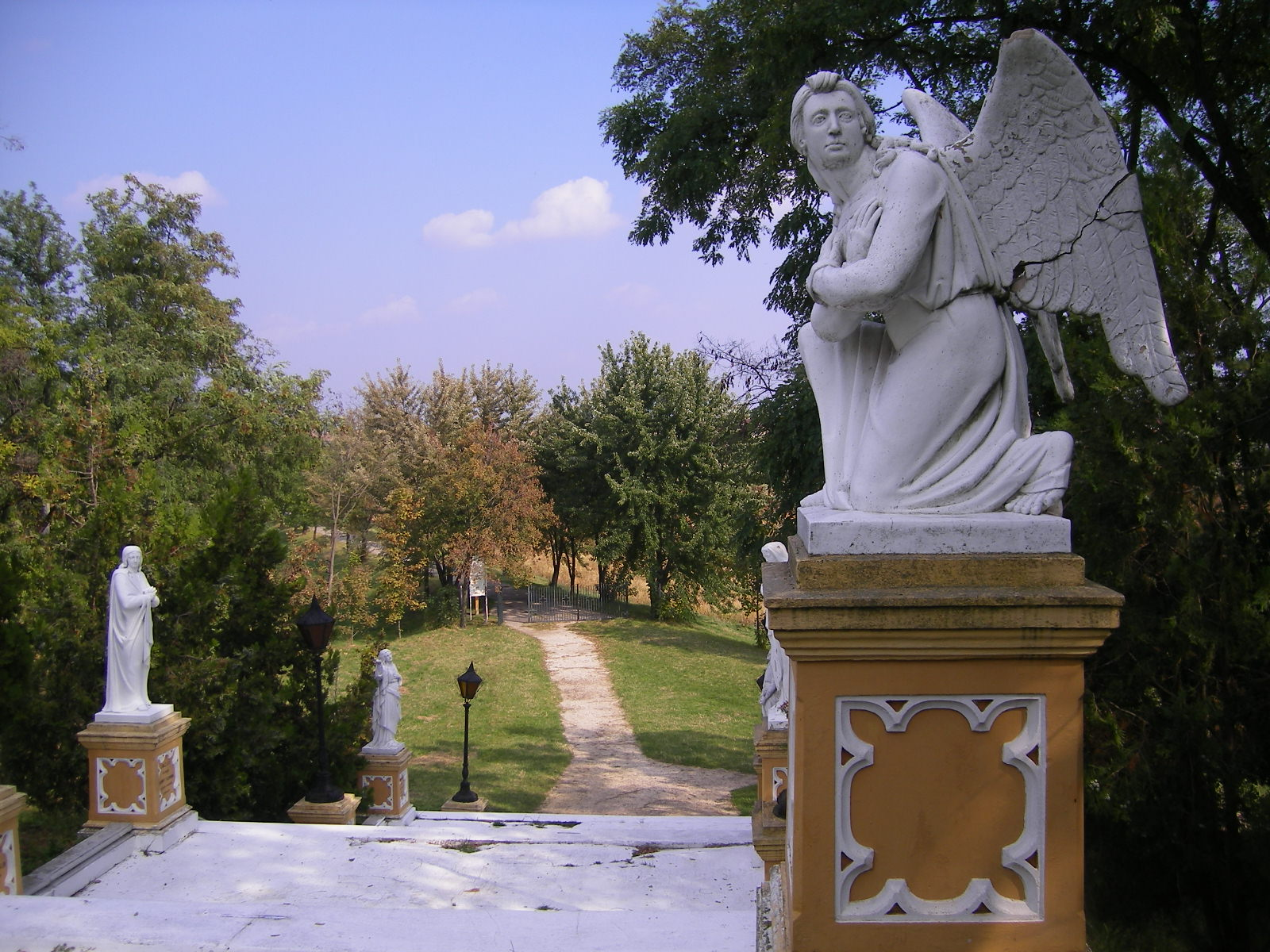
A lépcsősor tetején
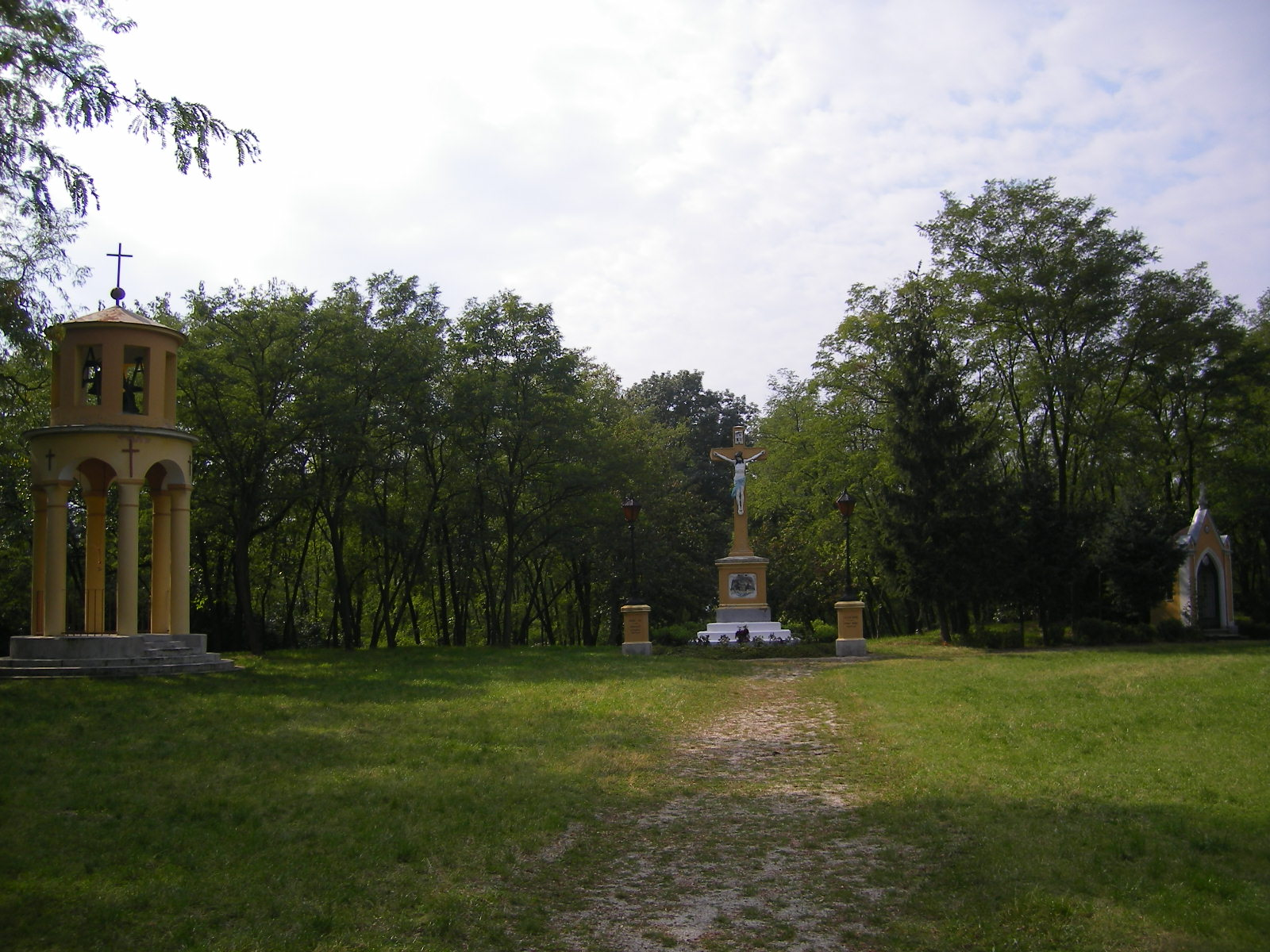
A Kálvária-domb teteje
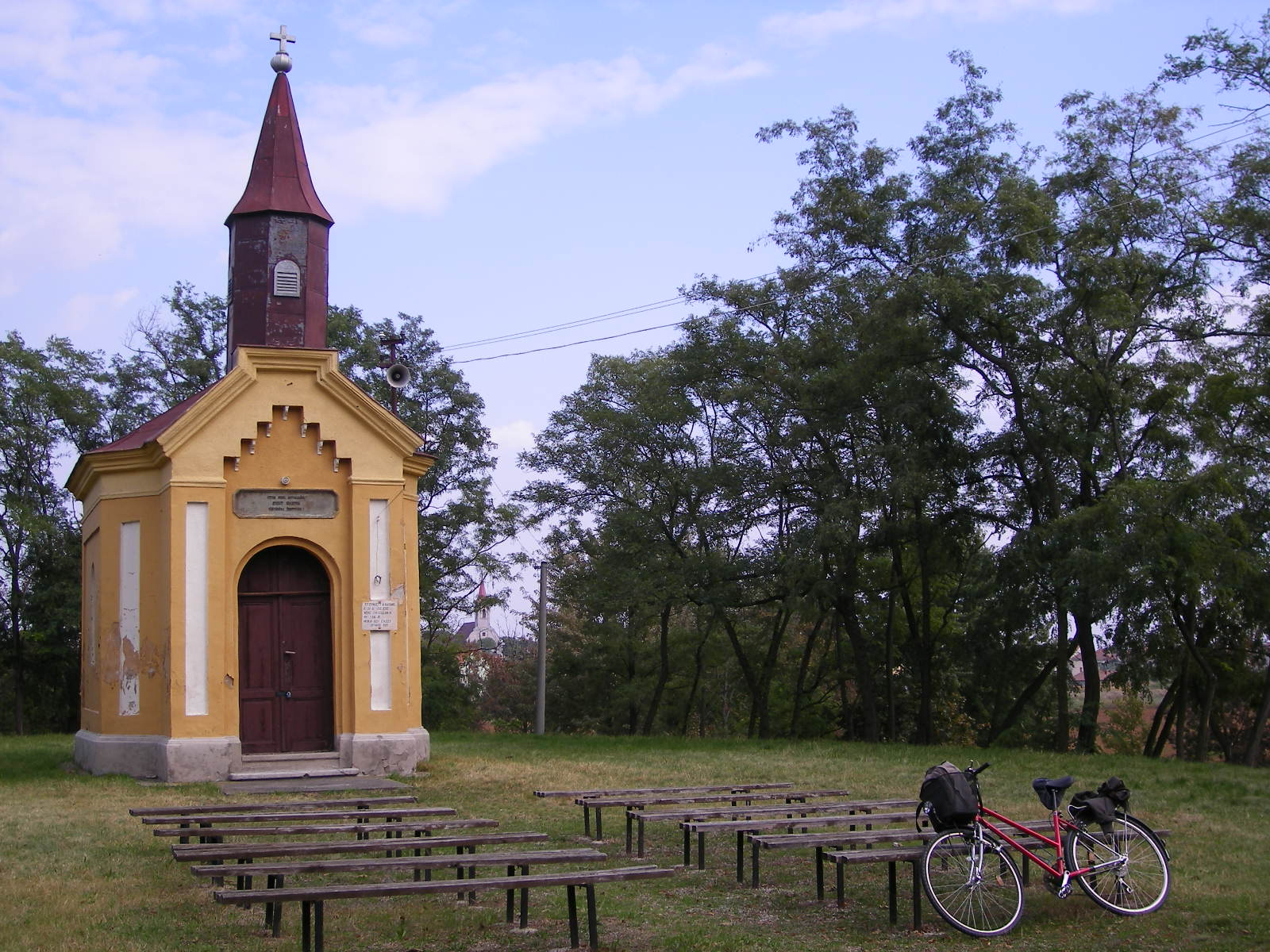
Szent Márton-kápolna

## Lásd még
- Udvard